# Ufukcan Engin
Ufukcan Engin (* 8. März 1999 in Çanakkale) ist ein türkischer Fußballspieler. Engin ist mit 15 Jahren und 218 Tagen der jüngste Torschütze im türkischen Profifußball.

## Karriere
Engin spielte von 2008 bis 2014 in der Jugend von Dardanelspor, 2014 wurde er mit gerade einmal 15 Jahren in den Profikader aufgenommen und kommt seitdem regelmäßig zum Einsatz.

## Trivia
- Engin nannte Selçuk İnan und Mehmet Topuz als seine Vorbilder und sagte, dass er eines Tages so gut wie sie sein will.[1]